# Kassaman
Kassaman of Qassaman (De Eed) is het volkslied van Algerije. Het werd in 1963 ingesteld, vlak na de onafhankelijkheid van Frankrijk. De tekst is van Mufdi Zakariah, die het schreef in 1956 terwijl hij gevangen werd gehouden door Franse koloniale troepen, en de muziek is van Egyptisch componist Mohamed Fawzi.

## Tekst in het Latijns alfabet
Qassaman Binnazilat Ilmahiqat
Waddimaa Izzakiyat Ittahirat
Walbonood Illamiaat Ilkhafiqat
F'Iljibal Ishshamikhat Ishshahiqat
Nahno Thurna Fahayaton Aw ma maaat
Wa Aqadna Alazma An Tahya Aljazair
Fashhadoo! Fashhadoo! Fashhadoo!
Nahno Jondon Fi Sabil Il hakki Thorna
Wa Ila Isstiqlalina Bilharbi Kumna.
Lam Yakon Yossgha Lana Lamma Natakna
Fattakhathna Rannat Albaroodi Wazna.
Wa Azafna Naghamat Alrashshashi Lahna
Wa Aqadna Alazmat An Tahya Aljazair.
Fashhadoo! Fashhadoo! Fashhadoo!
Nahno min Abtalina Nadfaoo Jonda
Wa Ala Ashlaina Nassnaoo Magda.
Wa Ala Hamatina Narfao Bandaa.
Gabhato' Ltahreeri Aataynaki Ahda
Wa Aqadna Alazma An Tahya Aljazair.
Fashhadoo! Fashhadoo! Fashhadoo!
Sarkhato 'lawtani min Sah Ilfida
Issmaooha Wasstageebo Linnida
Waktobooha Bidimaa Ilshohadaa
Wakraooha Libany Iljeeli ghada.
Kad Madadna Laka Ya Majdo Yada
Wa Aqadna Alazma An Tahya Aljazair.
Fashhadoo! Fashhadoo! Fashhadoo!

## Vrije Nederlandse vertaling
We zweren bij de bliksem die verwoest,
Bij de stromen van vrijgevig bloed dat wordt vergoten,
Bij de vlaggen die we zwaaien,
Wapperen trots op de hoge bergtoppen,
Dat wij zijn opgestaan, en of we nu leven of doodgaan,
We zijn ervan overtuigd dat Algerije zal leven -
Dus wees onze getuige! onze getuige! onze getuige!
Wij zijn soldaten in opstand voor de waarheid
En we hebben gevochten voor onze onafhankelijkheid
Toen we spraken luisterde niemand naar ons,
En we hebben het geluid van ontploffend kruit als ons ritme
En het geluid van machinegeweren als onze melodie,
We zijn ervan overtuigd dat Algerije zal leven -
Dus wees onze getuige! onze getuige! onze getuige!
Van onze helden zullen we een leger samenstellen,
Op onze doden zullen we onze glorie bouwen,
Onze geest zal voor altijd leven,
En op onze schouders zullen we de vlag doen rijzen.
Aan de naties bevrijdingsfront hebben we een eed gezworen,
We zijn ervan overtuigd dat Algerije zal leven -
Dus wees onze getuige! onze getuige! onze getuige!
De roep van het Vaderland komt van het slagveld.
Luister ernaar en beantwoord de roep!
Laat het geschreven zijn met het bloed van martelaren
En laat het voorgelezen worden aan toekomstige generaties.
Oh Glorie, we hebben onze hand uitgestrekt naar u,
We zijn ervan overtuigd dat Algerije zal leven -
Dus wees onze getuige! onze getuige! onze getuige!

## Extra vers
Dit vers is deel van het lied. Namelijk de vierde. Frankrijk vroeg aan de Algerijnen om dit vers te verwijderen omdat ze hun martelingen niet willen toegeven maar de Algerijnen deden dit echter niet.
Ya Faransaa, qad matha waktu l`itab
Wa taweynahu kama yutwa lkitab
Ya Faransa inna tha yawmu lhisab
Fasta`iddee wakhudhee minna ljawab
Inna fee thawratinaa faslal khitab
Wa Aqadna Alazma An Tahya Aljazair.
Fashhadoo! Fashhadoo! Fashhadoo!
O Frankrijk, de tijd van terechtwijzen is voorbij
En we hebben het beëindigd net zoals een boek is gesloten
O Frankrijk, dit is de dag van de afrekening
Dus bereid uzelf voor om ons antwoord te ontvangen!
In onze revolutie ligt het einde van de nutteloze woorden;
We zijn ervan overtuigd dat Algerije zal leven -
Dus wees onze getuige! onze getuige! onze getuige!
Onafhankelijke staten: Algerije · Angola · Benin · Botswana · Burkina Faso · Burundi · Centraal-Afrikaanse Republiek · Comoren · Congo-Brazzaville · Congo-Kinshasa · Djibouti · Egypte · Equatoriaal-Guinea · Eritrea · Ethiopië · Gabon · Gambia · Ghana · Guinee · Guinee-Bissau · Ivoorkust · Kaapverdië · Kameroen · Kenia · Lesotho · Liberia · Libië · Madagaskar · Malawi · Mali · Marokko · Mauritanië · Mauritius · Marokko · Mozambique · Namibië · Niger · Nigeria · Oeganda · Rwanda · Sao Tomé en Principe · Senegal · Seychellen · Sierra Leone · Somalië · Soedan · Swaziland · Tanzania · Tsjaad · Togo · Tunesië · Zambia · Zimbabwe · Zuid-Afrika · Zuid-Soedan
Niet algemeen erkende landen: Somaliland · Westelijke Sahara
Afhankelijke gebieden: Mayotte · Réunion (onofficieel) · Saint Helena, Ascension and Tristan da Cunha (onofficieel)